# Жюль Еміль Планшон
Жюль Еміль Планшон (фр. Jules Émile Planchon, 1823—1888) — французький ботанік, народжений у Ганзі, Еро. Він був братом Гюстава Планшона, який також вивчав лікарські рослини.

## Біографія
Здобувши докторський ступінь в Університеті Монпельє в 1844 році, він деякий час працював у Королівському ботанічному саду в Лондоні, а також кілька років був викладачем у Нансі та Генті. У 1853 році став завідувачем кафедри ботанічних наук в Університеті Монпельє, де й залишався до кінця своєї кар'єри.
Планшон був високошанованим у наукових колах і зробив низку внесків у свою класифікацію ботанічних видів та різновидів. Йому приписують публікацію понад 2000 ботанічних назв, включно з Actinidia chinensis, більш відомою як «золотий ківі».
Планшона пам'ятають за його роботу з порятунку французьких виноградників від філоксери вастатрікс, мікроскопічного шкідника, схожого на жовту попелицю, екзотичного виду зі Сполучених Штатів. Він виконав це завдання за допомогою французького ботаніка П'єра-Марі-Алексіса Мілларде та американського ентомолога Чарльза Валентайна Райлі. Рішення полягало в інтродукції американських виноградних лоз (Vitis riparia та Vitis rupestris) до Франції для щеплення. Американський садівник Т. В. Мансон відіграв важливу роль у виявленні та забезпеченні американської підщепи, стійкої до філоксери та придатної для французьких умов вирощування.

## Вибрані публікації
- Histoire botanique et horticole des plantes dites Azalées de l'Inde, 1854
- Des hermodactes au point de vue botanique et pharmaceutique, 1856
- Mémoire sur la famille des Guttiferes, 1862
- Le Phylloxéra (de 1854 à 1873) résumé pratique et scientifique, 1873
- Les mœurs du Phylloxéra de la vigne: résumé biologique, 1877
- Les vignes américaines: leur culture, leur résistance au phylloxéra et leur avenir en Europe, 1875
  - Англійською мовою:
- «On Meliantheae, a new natural order» proposed and defined by J. E. Planchon, 1848
- «The Eucalyptus globulus from a botanic, economic, and medical point of view, embracing its introduction, culture, and uses» 1875[8]
  - Про Жюля Планшона:
- «The Botanist and the Vintner; How Wine Was Saved for the World», by Christy Campbell